# Disporum acuminatum
Disporum acuminatum är en växtart som beskrevs av Charles Henry Wright 1929. Arten ingår i släktet Disporum och familjen tidlöseväxter. Den förekommer i norra Myanmar.